# 421
El 421 (CDXXI) fou un any comú començat en dissabte del calendari julià.

## Esdeveniments
- L'emperador Teodosi II es casa amb Aelia Eudocia, una dona d'origen grec. El casament se celebra a Constantinoble amb curses de carros a l'Hipòdrom.[1]

## Necrològiques
- Emperador Gong de la Xina
- Constanci III, emperador de l'Imperi Romà d'Occident.[2]